# Złoć

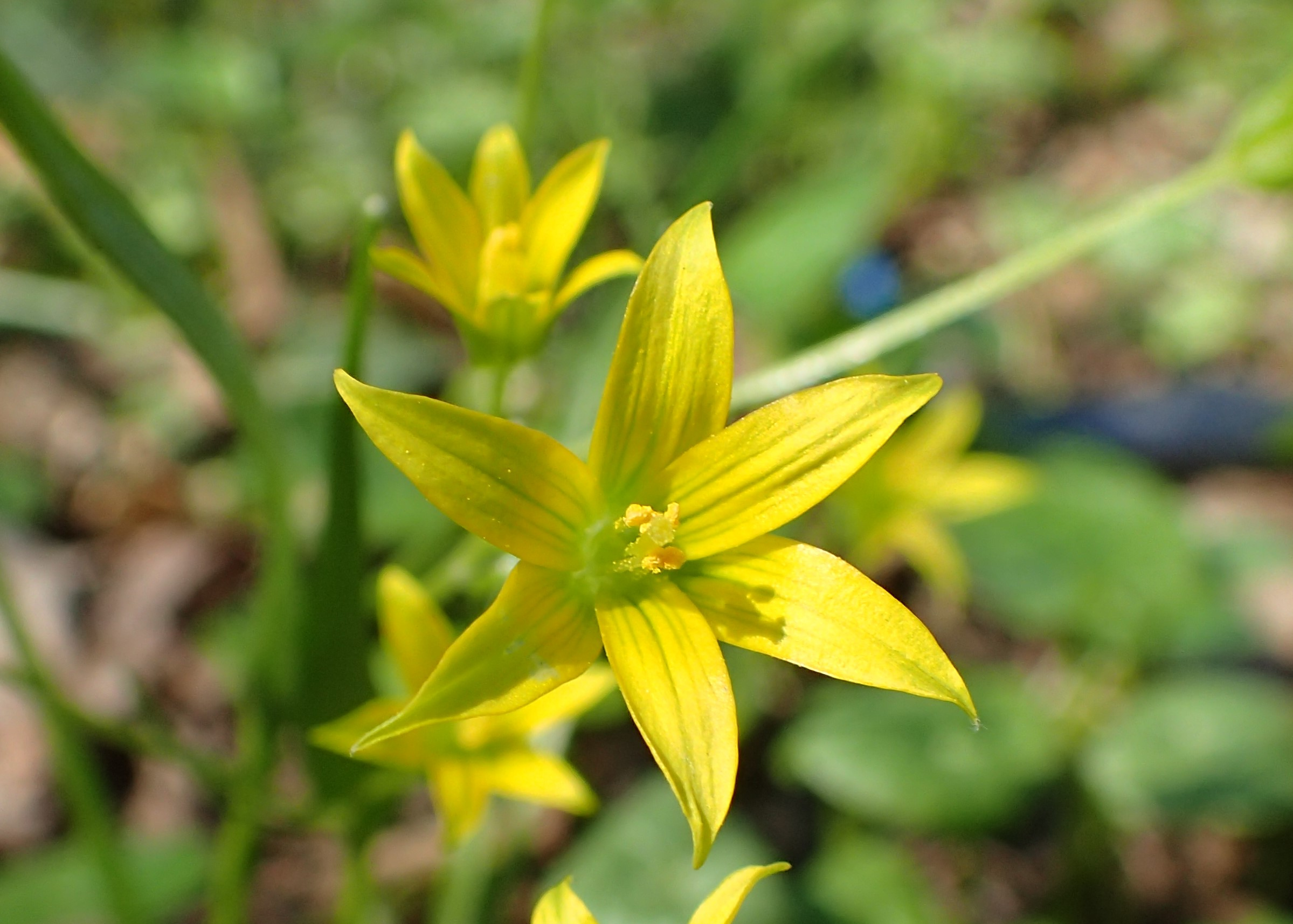
Kwiat złoci małej

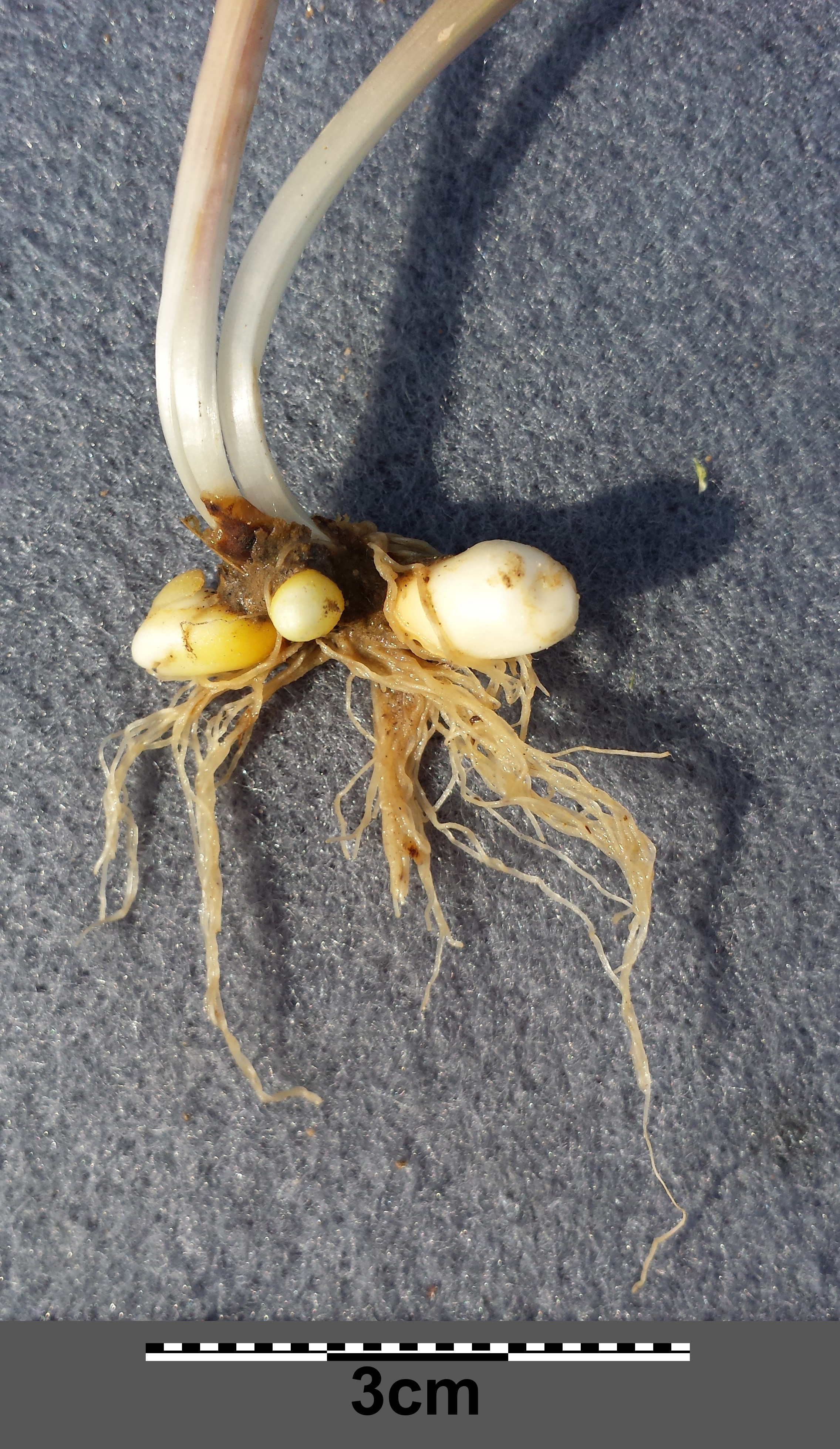
Cebule złoci łąkowej

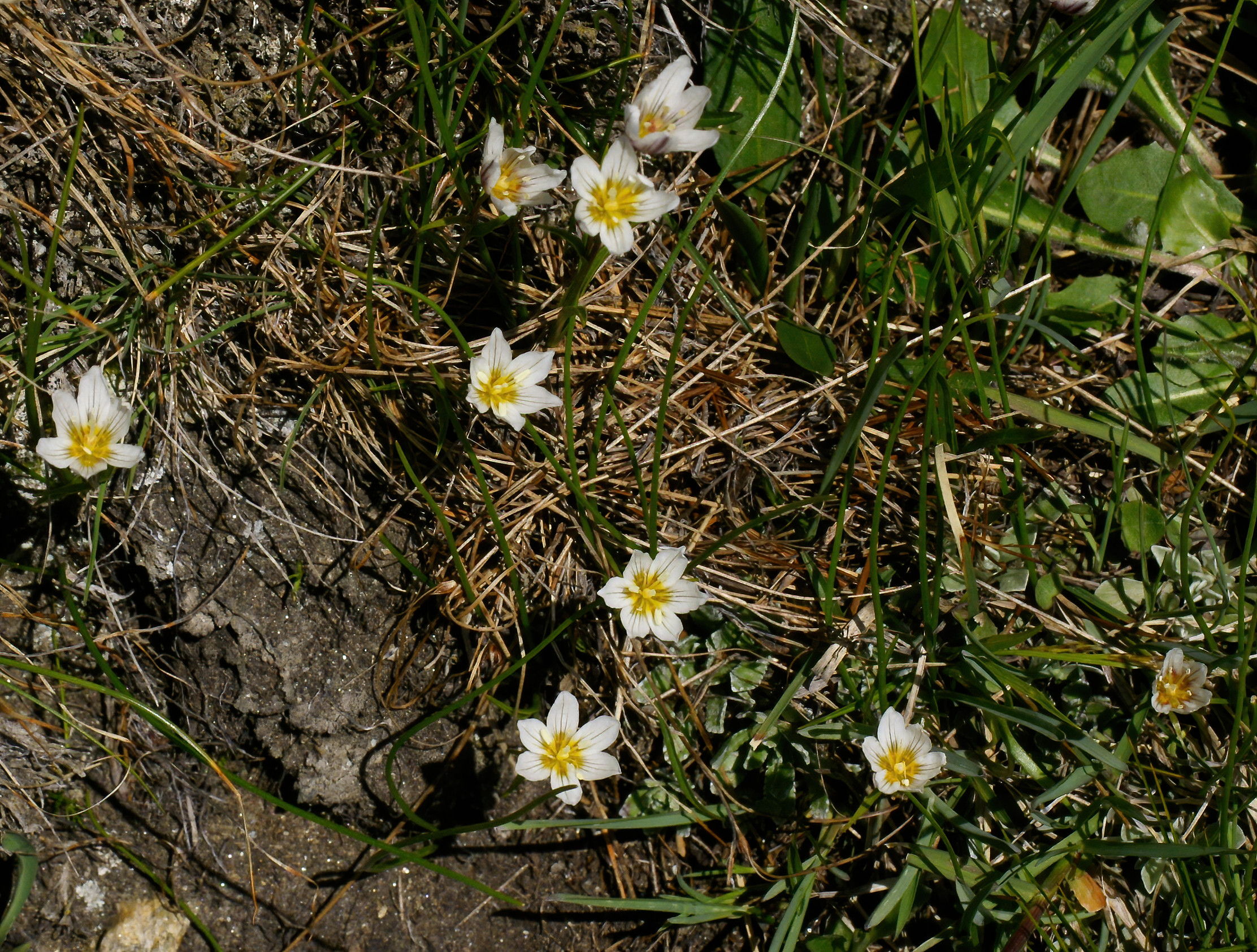
Lilijka alpejska

Złoć (Gagea Salisb.) – rodzaj roślin z rodziny liliowatych. Należy do niego ponad 200 gatunków. Występują one w Eurazji, północnej Afryce i północnozachodniej Ameryce Północnej. Do polskiej flory należy 5–6 gatunków (w zależności od ujęcia systematycznego). Przedstawiciele rodzaju rosną na różnych siedliskach – w lasach, zaroślach, łąkach oraz na terenach pustynnych i skalistych. 
Naukowa nazwa rodzajowa upamiętnia Sir Thomasa Gage'a (1781–1820) – lichenologa z Hengrave koło Suffolk.

## Rozmieszczenie geograficzne
Zasięg rodzaju obejmuje Europę (głównie zachodnią i południową), północną Afrykę i Azję, w wąskim ujęciu rodzaju sięgając na wschodzie do Azji Środkowej i zachodnich Himalajów. W szerokim ujęciu należą tu także gatunki rosnące także we wschodniej Azji i północnozachodniej Ameryce Północnej. Największe zróżnicowanie gatunków występuje w basenie Morza Śródziemnego oraz w Azji Środkowej. 
Gatunki dziko rosnące w Polsce
Pierwsza nazwa naukowa według listy krajowej, druga – obowiązująca według bazy taksonomicznej Plants of the World online (jeśli jest inna)
- złoć łąkowa Gagea pratensis (Pers.) Dumort.
- złoć mała Gagea minima (L.) Ker Gawl.
- złoć pochwolistna Gagea spathacea (Hayne) Salisb.
- złoć polna Gagea arvensis (Pers.) Dumort. ≡ Gagea villosa (M.Bieb.) Sweet
- złoć żółta Gagea lutea (L.) Ker Gawl.

Po włączeniu tu rodzaju lilijka Lloydia do listy tej dochodzi także lilijka alpejska Lloydia serotina (L.) Rchb. ≡ Gagea serotina (L.) Ker Gawl.

## Morfologia
PokrójNieduże rośliny zielne (do 15 cm wysokości), byliny cebulkowe.
Organy podziemneCebule owalne lub kuliste, otulone suchą okrywą i czasem kołnierzem pozostałości po liściach, u podstawy czasem z mniejszymi cebulkami.
ŁodygaZwykle pojedyncza.
LiścieNieliczne, odziomkowe wyrastające wprost z cebuli i dwa liście łodygowe, naprzeciwległe. Liście włosowate, równowąskie lub wąsko lancetowate.
KwiatyRzadko pojedyncze, zwykle po kilka, do kilkunastu, skupionych w baldach, baldachogrono lub grono, kwiatostan podparty zwykle podsadką. Kwiaty obupłciowe z 6 wolnymi listkami okwiatu w dwóch okółkach. Okwiat żółty lub żółtozielony, bardzo rzadko biały (sekcja Anthericoides) lub w innym kolorze. Okwiat trwały, po przekwitnieniu często powiększający się i otulający owoc. Pręcików 6 równych lub 3 z nich dłuższe. Nitki pręcików włosowate, czasem u nasady rozszerzone i spłaszczone. Zalążnia trójkomorowa, w każdej komorze rozwija się wiele zalążków. Szyjka słupka długa, znamię główkowato rozszerzone lub trójdzielne.
OwoceTorebka, zwykle trójkanciasta. Nasion wiele drobnych, kulistych (u gatunków leśnych i łąkowych) lub spłaszczonych (u rosnących na pustyniach).

## Biologia
Kwitnące wczesną wiosną geofity. Liczba chromosomów 2n = 24, 36, 48, 60, 72, 106.

## Systematyka
Rodzaj z wieloma podobnymi do siebie gatunkami, często trudnymi do identyfikacji, słabo opisanymi. Jeszcze w XXI wieku wciąż opisywane są nowe gatunki także z Europy (np. Gagea tisoniana opisana ze środkowych Włoch w 2007 roku). Gatunki wyróżniane są na podstawie kryteriów morfologicznych, ale także anatomicznych, kariologicznych, ekologicznych i fitogeograficznych. Słaby stopień poznania tego rodzaju wynika ze stosunkowo niewielkiego zróżnicowania morfologicznego roślin, krótkiego okresu wzrostu nad powierzchnią ziemi, możliwości hybrydyzacji i braku monografii. 
Podział rodzaju na sekcje wciąż ulega modyfikacjom. Niektóre gatunki tworzą wyraźne grupy monofiletyczne, relacje między innymi pozostają wciąż przedmiotem badań, formułowane są wciąż nowe koncepcje systematyczne. W świetle badań molekularnych pewne jest, że kladem bazalnym rodzaju jest sekcja Anthericoides z występującymi nad Morzem Śródziemnym gatunkami G. graeca i G. trinervia. W obrębie rodzaju umieszczane są też obecnie gatunki wyróżnianego wcześniej odrębnie rodzaju lilijka (Lloydia L.), wydzielone jako sekcja.
Pozycja systematyczna według Angiosperm Phylogeny Website (aktualizowany system APG IV z 2016)
Rodzaj należy do podrodziny Lilioideae Eaton (synonimy: Erythroniaceae Martynov, Fritillariaceae R. A. Salisbury, Liriaceae Batsch, Medeolaceae Takhtajan, Tulipaceae Batsch). Obok Gagea należy do niej 10 innych rodzajów tworzących klad bazalny w obrębie rodziny liliowatych Liliaceae Jussieu z rzędu liliowców Liliales Perleb.
Pozycja systematyczna rodzaju w systemie Reveala (1994-1999)
Gromada okrytonasienne (Magnoliophyta Cronquist), podgromada Magnoliophytina Frohne & U. Jensen ex Reveal, klasa jednoliścienne (Liliopsida Brongn.), podklasa liliowe (Liliidae J.H. Schaffn.), nadrząd Lilianae Takht., rząd liliowce (Liliales Perleb), podrząd Liliineae Rchb., rodzina liliowate (Liliaceae Juss.).
Wykaz gatunków
- Gagea × absurda Levichev
- Gagea afghanica A.Terracc.
- Gagea aipetriensis Levichev
- Gagea alashanica Y.Z.Zhao & L.Q.Zhao
- Gagea alberti Regel
- Gagea alexeenkoana Miscz.
- Gagea alexejana Kamelin ex Levichev
- Gagea alexii Ali & Levichev
- Gagea algeriensis (Chabert) Chabert ex Batt.
- Gagea alii Levichev
- Gagea almaatensis Levichev, A.Peterson & J.Peterson
- Gagea altaica Schischk. & Sumnev.
- Gagea amblyopetala Boiss. & Heldr.
- Gagea ancestralis Levichev
- Gagea angelae Levichev & Schnittler
- Gagea angrenica Levichev
- Gagea anisopoda Popov
- Gagea antakiensis Kayikçi, Ocak & Teksen
- Gagea apulica Peruzzi & J.-M.Tison
- Gagea artemczukii Krasnova
- Gagea azutavica Kotukhov
- Gagea baluchistanica Levichev & Ali
- Gagea baschkyzylsaica Levichev
- Gagea bashoensis Ali
- Gagea bergii Litv.
- Gagea bezengiensis Levichev
- Gagea bithynica Pascher
- Gagea bohemica (Zauschn.) Schult. & Schult.f.
- Gagea bornmuelleriana Pascher
- Gagea bowes-lyonii Levichev
- Gagea brevistolonifera Levichev
- Gagea bulbifera (Pall.) Salisb.
- Gagea caelestis Levichev
- Gagea calantha Levichev
- Gagea calcicola Zarrei & Wilkin
- Gagea calyptrifolia Levichev
- Gagea capillifolia Vved.
- Gagea capusii A.Terracc.
- Gagea caroli-kochii Grossh.
- Gagea chabertii A.Terracc.
- Gagea chanae Grossh.
- Gagea charadzeae Davlian.
- Gagea chinensis Y.Z.Zhao & L.Q.Zhao
- Gagea chitralensis S.Dasgupta & Deb
- Gagea chlorantha (M.Bieb.) Schult. & Schult.f.
- Gagea chloroneura Rech.f.
- Gagea chomutovae (Pascher) Pascher
- Gagea chrysantha (Jan) Schult. & Schult.f.
- Gagea circumplexa Vved.
- Gagea commutata K.Koch
- Gagea confusa A.Terracc.
- Gagea cuneata Levichev & Murtaz.
- Gagea czatkalica Levichev
- Gagea daghestanica Levichev & Murtaz.
- Gagea daqingshanensis L.Q.Zhao & Jie Yang
- Gagea davlianidzeae Levichev
- Gagea dayana Chodat & Beauverd
- Gagea delicatula Vved.
- Gagea deserticola Levichev
- Gagea divaricata Regel
- Gagea drummondii Levichev & Ali
- Gagea dschungarica Regel
- Gagea dubia A.Terracc.
- Gagea durieui Parl.
- Gagea eleonorae Levichev
- Gagea exilis Vved.
- Gagea fedtschenkoana Pascher
- Gagea ferganica Levichev
- Gagea fibrosa (Desf.) Schult. & Schult.f.
- Gagea filiformis (Ledeb.) Kar. & Kir.
- Gagea flavonutans (H.Hara) Zarrei & Wilkin
- Gagea foliosa (C.Presl) Schult. & Schult.f.
- Gagea fragifera (Vill.) E.Bayer & G.López
- Gagea gageoides (Zucc.) Vved.
- Gagea germainae Grossh.
- Gagea glacialis K.Koch
- Gagea glaucescens Levichev
- Gagea goekyigitii Eker & Teksen
- Gagea goljakovii Levichev
- Gagea gracillima Pamp.
- Gagea graeca (L.) Irmisch
- Gagea graminifolia Vved.
- Gagea granatellii (Parl.) Parl.
- Gagea granulosa Turcz.
- Gagea gymnopoda Vved.
- Gagea gypsacea Levichev
- Gagea × haeckelii C.W.Dufft & M.Schulze
- Gagea helenae Grossh.
- Gagea hiensis Pascher
- Gagea hissarica Lipsky
- Gagea humicola Levichev
- Gagea huochengensis Levichev
- Gagea ignota Levichev
- Gagea incrustata Vved.
- Gagea intercedens Pascher
- Gagea iranica Zarrei & Zarre
- Gagea jaeschkei Pascher
- Gagea japonica Pascher
- Gagea jensii Levichev & Schnittler
- Gagea jispensis Ali & Levichev
- Gagea joannis Grossh.
- Gagea juliae Pascher
- Gagea kamelinii Levichev
- Gagea kneissea J.Thiébaut
- Gagea kopetdagensis Vved.
- Gagea kunawurensis (Royle) Greuter
- Gagea kuraiensis Levichev
- Gagea kuraminica Levichev
- Gagea lacaitae A.Terracc.
- Gagea leosii Ali & Levichev
- Gagea libanotica (Hochst.) Greuter
- Gagea lojaconoi Peruzzi
- Gagea longiscapa Grossh.
- Gagea × luberonensis J.-M.Tison
- Gagea ludmilae Levichev
- Gagea lusitanica A.Terracc.
- Gagea lutea (L.) Ker Gawl. – złoć żółta
- Gagea luteoides Stapf
- Gagea maeotica Artemczuk
- Gagea marchica Henker, Kiesew., U.Raabe & Rätzel
- Gagea mauritanica Durieu
- Gagea menitskyi Levichev
- Gagea mergalahensis Ali & Levichev
- Gagea michaelis Golosk.
- Gagea micrantha (Boiss.) Pascher
- Gagea minima (L.) Ker Gawl. – złoć mała
- Gagea minutiflora Regel
- Gagea minutissima Vved.
- Gagea moniliformis J.-M.Tison
- Gagea multipedunculifera Levichev
- Gagea nabievii Levichev
- Gagea nakaiana Kitag.
- Gagea neopopovii Golosk.
- Gagea nevadensis Boiss.
- Gagea noltiei Peruzzi, J.-M.Tison, A.Peterson & J.Peterson
- Gagea novoascanica Klokov
- Gagea olgae Regel
- Gagea omalensis J.-M.Tison
- Gagea paedophila Vved.
- Gagea pakistanica Levichev & Ali
- Gagea × pampaninii A.Terracc.
- Gagea paniculata Levichev
- Gagea pauciflora (Turcz. ex Trautv.) Ledeb.
- Gagea pedata Levichev
- Gagea peduncularis (C.Presl) Pascher
- Gagea peruzzii J.-M.Tison
- Gagea podolica Schult. & Schult.f.
- Gagea × polidorii J.-M.Tison
- Gagea polymorpha Boiss.
- Gagea × pomeranica R.Ruthe
- Gagea popovii Vved.
- Gagea praemixta Vved.
- Gagea pratensis (Pers.) Dumort. – złoć łąkowa
- Gagea pseudominutiflora Levichev
- Gagea pseudopeduncularis J.-M.Tison
- Gagea punjabica Levichev & Ali
- Gagea pusilla (F.W.Schmidt) Sweet
- Gagea quasitenuifolia Levichev
- Gagea quettica Levichev & Ali
- Gagea ramulosa A.Terracc.
- Gagea rawalpindica Levichev & Ali
- Gagea reinhardii Levichev
- Gagea reticulata (Pall.) Schult. & Schult.f.
- Gagea reverchonii Degen
- Gagea rigida Boiss. & Spruner
- Gagea robusta Zarrei & Wilkin
- Gagea rubicunda Meinsh.
- Gagea rubinae Ali
- Gagea rufidula Levichev
- Gagea rupicola Levichev
- Gagea sarmentosa K.Koch
- Gagea sarysuensis Murz.
- Gagea schachimardanica Levichev
- Gagea schugnanica Levichev & Navruzsh.
- Gagea scythica Artemczuk
- Gagea serotina (L.) Ker Gawl. – lilijka alpejska
- Gagea setifolia Baker
- Gagea shmakoviana Levichev
- Gagea sicula Lojac.
- Gagea siphonantha Rech.f.
- Gagea sivasica Hamzaoglu
- Gagea soleirolii F.W.Schultz
- Gagea spathacea (Hayne) Salisb. – złoć pochwolistna
- Gagea spelaea Levichev & Lazkov
- Gagea spumosa Levichev
- Gagea staintonii Rech.f.
- Gagea stepposa L.Z.Shue
- Gagea subtilis Vved.
- Gagea sulfurea Miscz.
- Gagea tadshikistanica Levichev
- Gagea takhtajanii Levichev
- Gagea talassica Levichev
- Gagea taschkentica Levichev
- Gagea taurica Steven
- Gagea tenera Pascher
- Gagea tenuissima Miscz.
- Gagea tesquicola Krasnova
- Gagea × theobaldii Brügger
- Gagea tisoniana Peruzzi, Bartolucci, Frignani & Minut.
- Gagea toktogulii Levichev
- Gagea toppinii S.Dasgupta & Deb
- Gagea transversalis Steven
- Gagea triflora (Ledeb.) Schult. & Schult.f.
- Gagea trinervia (Viv.) Greuter
- Gagea turanica Levichev
- Gagea ucrainica Klokov
- Gagea ugamica Pavlov
- Gagea ulazsaica Levichev
- Gagea uliginosa Siehe & Pascher
- Gagea utriculosa Levichev
- Gagea × vaga Levichev
- Gagea vaginata Pascher
- Gagea vanensis Teksen & Karaman
- Gagea vegeta Vved.
- Gagea villosa (M.Bieb.) Sweet – złoć polna
- Gagea villosula Vved.
- Gagea vvedenskyi Grossh.
- Gagea wallichii Levichev & Ali
- Gagea wendelboi Rech.f.
- Gagea xiphoidea Levichev

## Zastosowanie
Niektóre gatunki uprawiane są jako rośliny ozdobne. W krajach o łagodnym klimacie w ogrodach skalnych uprawia się Gagea graeca i G. penduncularis. W Polsce wszystkie rodzime gatunki wskazywane są jako ciekawy i barwny, wczesnowiosenny element kompozycji zieleńców, zwłaszcza w przypadku masowego występowania (uprawy) pod drzewami i krzewami, stanowiący uzupełnienie dla zawilców i fiołków. 